# Monte Maggio
Monte Maggio je hora o nadmořské výšce 1853 m ležící na náhorní plošině Folgaria v Benátských Alpách. Nachází se na hranici mezi provincií Vicenza v obci Laghi a provincií Trento mezi obcemi Folgaria a Terragnolo. Hora byla dějištěm urputných bojů během první světové války, protože se nacházela přesně na hranici mezi Italským královstvím a Rakousko-Uherskem.

## Poloha a dostupnost
Na vrchol, který je jasně rozpoznatelný podle velkého kovového kříže, se dostanete z Passo Coe, Base Tuono, Passo della Borcola. Dotýká se ho Sentiero della Pace, která spojuje Passo Coe s Passo della Borcola a v tomto úseku se shoduje s Evropskou dálkovou stezkou E5. Monte Maggio je součástí pohoří Coston dei Laghi, známého také pod místním názvem Corona di San Marco, které se zvedá od Passo della Borcola k Altipiani di Tonezza a uzavírá jako podkova kotlinu Laghi na severozápadě. Název Corona di San Marco odkazuje na starou hranici Benátské republiky. Boky Monte Maggio se zvolna svažují k severu na náhorní plošinu Folgaria, na západě tvoří strmý okraj údolí Val Terragnolo a na východě se svažují do pánve Laghi. Na jihu jej spojuje hřeben s vrcholy Coston dei Laghi (1 873 m n. m.) a Monte Borcoletta (1 759 m n. m.).

## Historie
Vzhledem ke své strategické poloze byl vrchol po začátku první světové války opevněn Rakousko-Uherskem. Přesto byl během prvního ofenzivního náporu mezi 31. květnem a 1. červnem 1915 obsazen italskou královskou armádou pěšáky 79. pěšího pluku "Roma" a 72. pěšího pluku "Puglie". Rakousko-Uhersko však zablokovalo jakýkoli další postup tím, že drželo hřeben severně od vrcholu. Italové později upravili vrchol pro své potřeby vybudováním přístupové cesty z Malga Zonta. Rakousko-Uhersko předtím vybudovalo přístupovou cestu na opačné straně hřebene. Kromě toho byla vybudována lanovka s přívodní stanicí v jeskyni, která spojila vrchol s Vanziho čtvrtí Laghi. Ofenzivní akce v srpnu téhož roku proti rakousko-uherským liniím selhala a situace se nezměnila až do zahájení ofenzívy v Jižním Tyrolsku. Během rakousko-uherské jarní ofenzivy 18. května 1916 ji i přes zuřivý odpor Italů z brigády Sesia dobyl 2. císařský pluk začleněný do 180. pěší brigády pod velením generála Verdrose. Vrchol pak zůstal za rakousko-uherskými liniemi až do konce války.

## Galerie

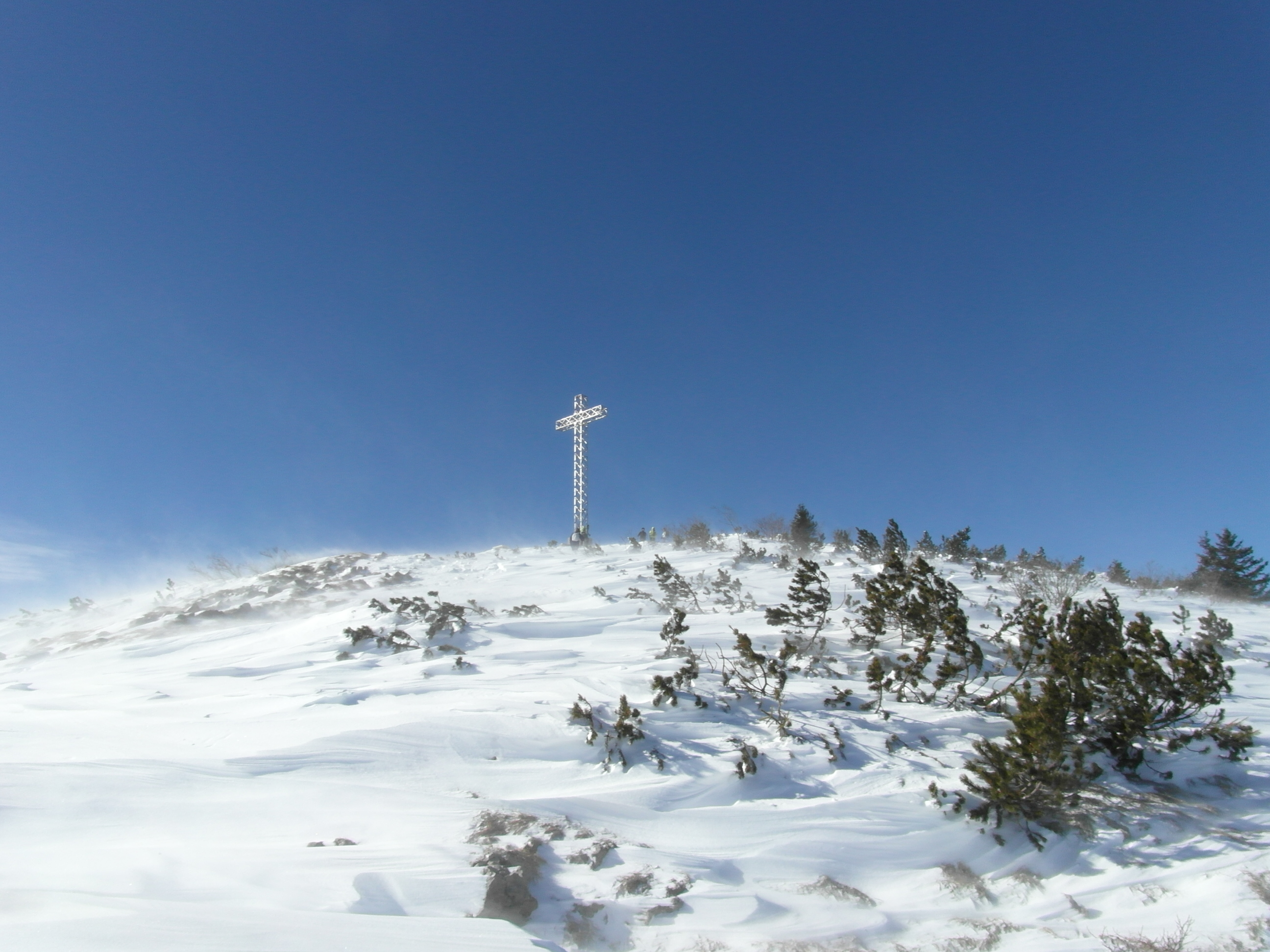
Vrcholový kříž na Monte Maggio
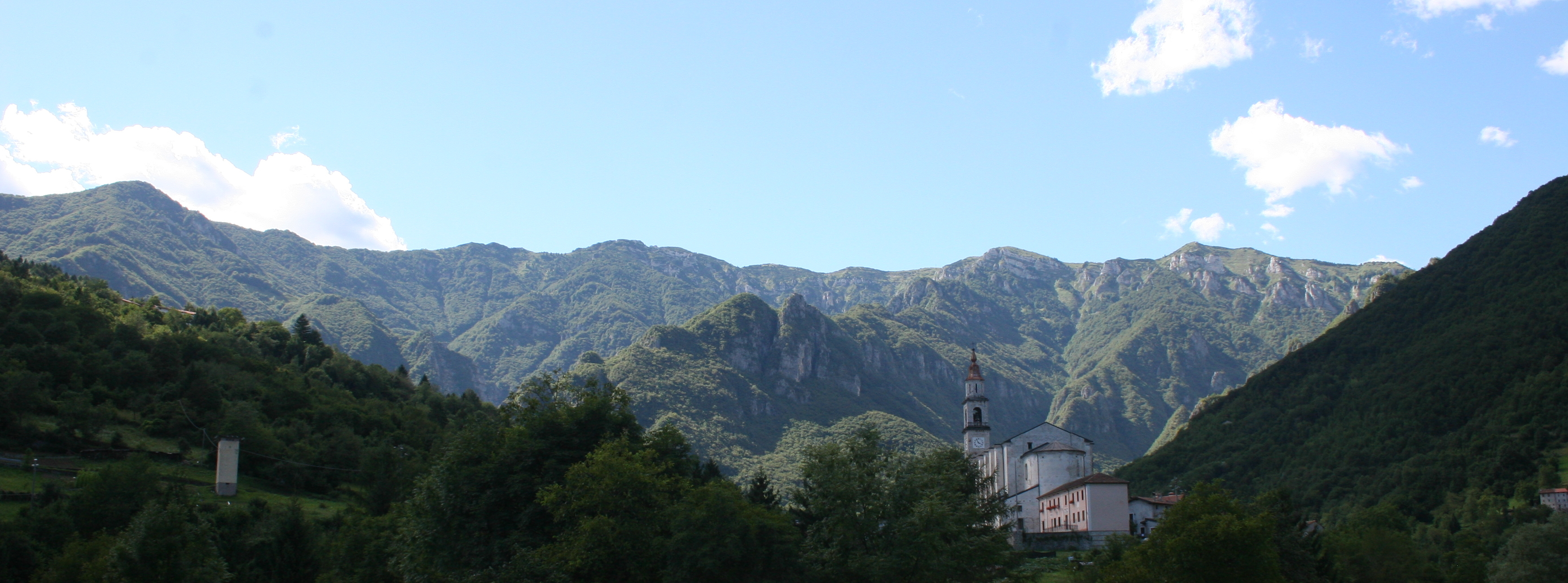
Hřeben při pohledu z Laghi. Monte Maggio je vrchol úplně vpravo.
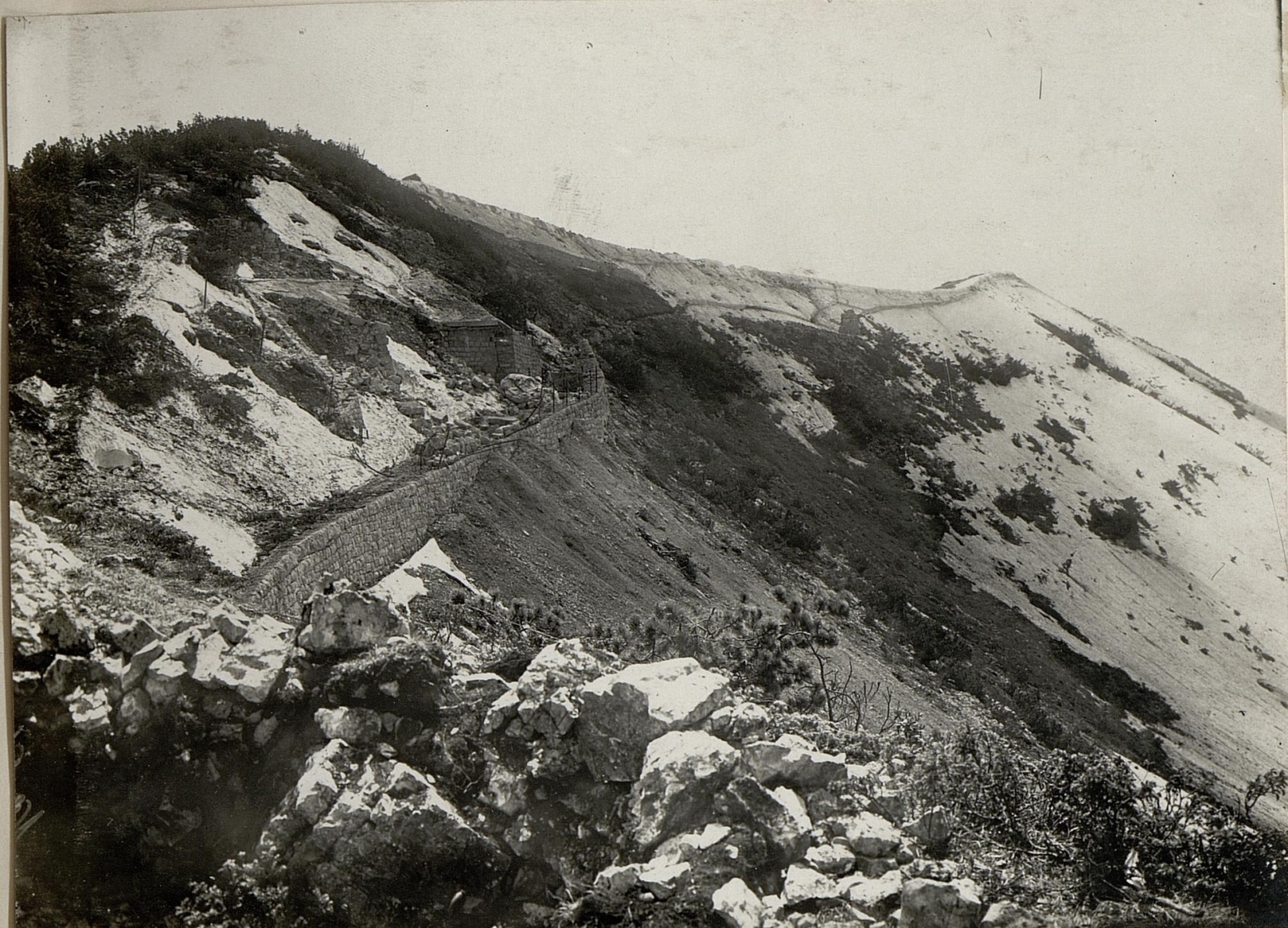
historická fotografie rakouské přístupové cesty na straně Val Terragnolo několik dní po ofenzivě 1916